# لويس فاين
لويس فاين هي فنانة كندية، ولدت في 1931.